# Komárom

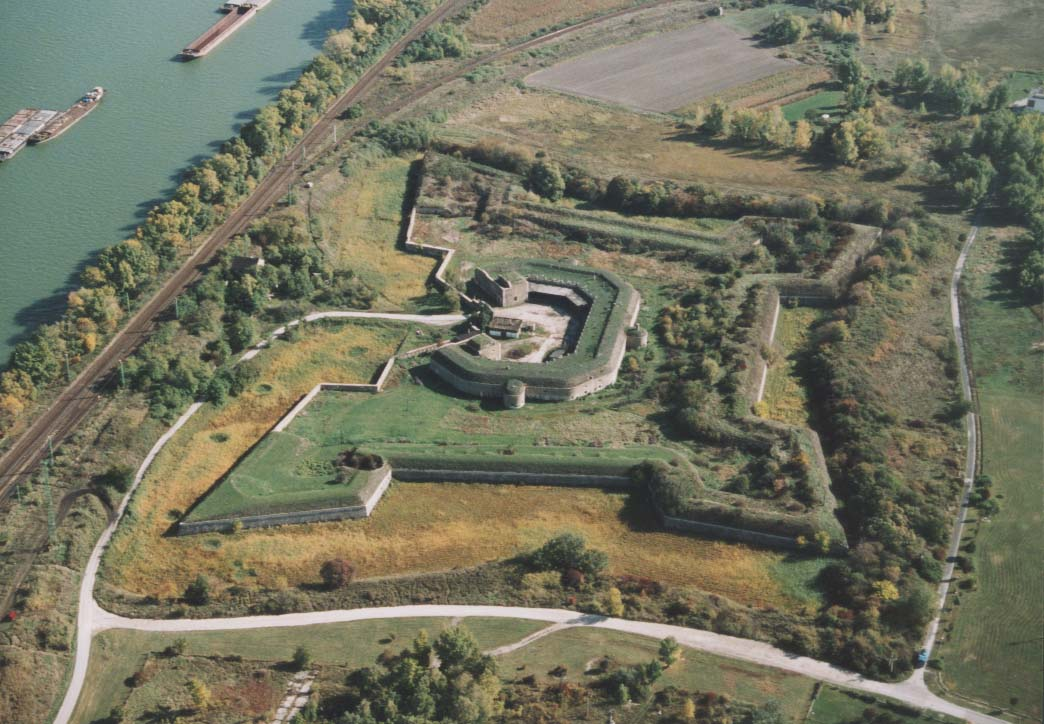
Cittadella di Komárom, ai lati del Danubio

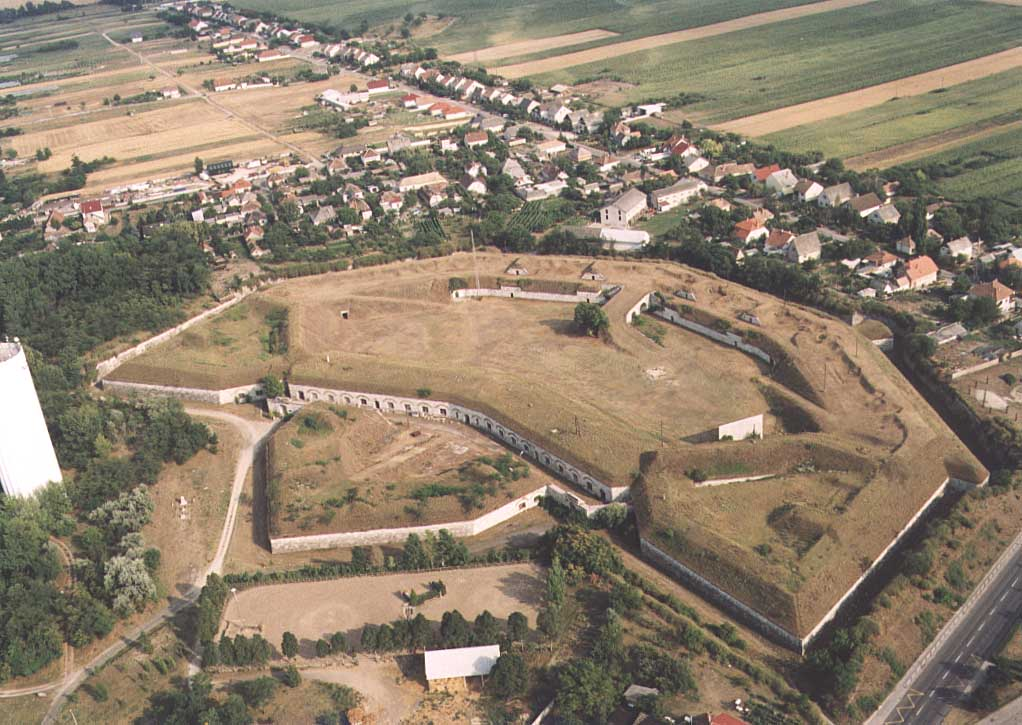
Le fortificazioni di Komárom mostrano una chiara impronta rinascimentale

Komárom è una città dell'Ungheria settentrionale situata nella contea di Komárom-Esztergom, a metà strada tra Budapest e Bratislava. Il Danubio la separa dalla città gemella di Komárno in Slovacchia, con cui in passato formava un'unica conurbazione. Nel 2004 Komárom aveva all'incirca 19 700 abitanti.

## Geografia fisica
Komárom è situata sulla riva destra del Danubio di fronte alla confluenza del fiume Váh.

## Storia
In epoca romana sorsero nei suoi pressi sia un forte ausiliario (dal 50), sia una fortezza legionaria dal 97 al V secolo, con il nome di Brigetio.
La città non è altro che l'antico paese di Újszőny, che originariamente costituiva un sobborgo di Komárom al di là del fiume. Il centro storico di Komárom, capoluogo dell'omonimo comitato, era invece situato sulla riva sinistra (a nord) del Danubio, in attuale territorio slovacco.
Nel 1896 Újszőny fu inglobato nella città di Komárom, che così si estese su ambo i lati del fiume. Nel 1920, in seguito alla dissoluzione dell'Impero austro-ungarico e al Trattato di pace del Trianon, il territorio ungherese a nord del Danubio (tra cui il centro storico di Komárom) vennero cedute alla neocostituita Cecoslovacchia, mentre all'Ungheria rimasero i quartieri meridionali (corrispondenti all'antico sobborgo di Újszőny), che mantenendo la denominazione di Komárom divennero parte del comitato di Komárom-Strigonio.
La città gemella di Komárno, che ha una popolazione di circa 40 000 abitanti, è collegata a Komárom dal "Ponte Elisabetta" (Erzsébet híd) e dal 1993 appartiene alla Slovacchia.

## Economia
La città di Komárom è uno dei più importanti porti fluviali dell'Europa Centrale e la principale dogana marittima e stazione di smistamento ungherese per i convogli sul Danubio, che per risalire il fiume sono costretti a frazionarsi: la pendenza non permette difatti di avere convogli di più di quattro navi.
L'attività portuale ha trasformato Komárom in un centro industriale. In città si sono insediate importanti società operanti nei settori delle telecomunicazioni e della birra.

## Amministrazione

### Gemellaggi
Komárom è gemellata con:
- Komárno
- Lieto
- Naumburg
- Judendorf-Straßengel
- Sebeș
- Sosnowiec